# John Nance
John J. Nance (Dallas, 5 juli 1946) is een Amerikaanse piloot, schrijver en luchtvaartanalyst.
Nance schreef onder andere de boeken Pandora's Clock en Medusa's Child.
Sinds 1995 is Nance te zien als deskundige bij het televisieprogramma Good Morning America van ABC News. 
Hij treedt op in veel afleveringen van het televisieprogramma Air Crash Investigation (in Nederland uitgezonden op National Geographic Channel) als deskundige om toelichting te geven bij vliegtuigongelukken.
Inmiddels is hij in meer dan 1300 televisie- en radioprogramma's te gast geweest, waaronder The MacNeil–Lehrer Report, The Oprah Winfrey Show en Larry King Live.
- Bibsys: 90583946
- Bibliothèque nationale de France: cb125268351 (data)
- CiNii: DA00688847
- Gemeinsame Normdatei: 11818475X
- International Standard Name Identifier: 0000 0001 1777 254X
- Library of Congress Control Number: n83153464
- Nationale Bibliotheek van Tsjechië: xx0001649
- Nationale Bibliotheek van Israël: 987007331060605171
- Nederlandse Thesaurus van Auteursnamen: 071784764
- Système universitaire de documentation: 034520317
- Virtual International Authority File: 100296319
- WorldCat: E39PBJvhqDVFD94rf6wMfWGyh3